# Revolta dos Fifis
Revolta dos Fifis, ou Golpe dos Fifis, foi uma tentativa de golpe militar que ocorreu a 12 de agosto de 1927, liderada pelo capitão de fragata Filomeno da Câmara de Melo Cabral e pelo dr. Fidelino de Sousa Figueiredo (daí a designação de fi-fi), tendo também o apoio de António Ferro.
O golpe tinha como objectivo retirar o Marechal Óscar Carmona do poder, como tentativa de corrigir a orientação tomada após o Golpe de 28 de Maio.